# Poružnica
Poružnica (izvirno srbsko Поружница) je naselje v Srbiji, ki upravno spada pod Občino Sokobanja; slednja pa je del Zaječarskega upravnega okraja.

## Demografija
V naselju živi 300 polnoletnih prebivalcev, pri čemer je njihova povprečna starost 46,8 let (45,6 pri moških in 47,8 pri ženskah). Naselje ima 87 gospodinjstev, pri čemer je povprečno število članov na gospodinjstvo 4,07.
To naselje je, glede na rezultate popisa iz leta 2002, večinoma srbsko, a v času zadnjih treh popisov je opazno zmanjšanje števila prebivalcev.
|  |

| Demografija | Demografija     | Demografija     |
| Leto        | Št. prebivalcev | Št. prebivalcev |
| ----------- | --------------- | --------------- |
|             |                 |                 |
|             |                 |                 |
|             |                 |                 |
|             |                 |                 |
| 1948        | 564             |                 |
| 1953        | 568             |                 |
| 1961        | 543             |                 |
| 1971        | 537             |                 |
| 1981        | 473             |                 |
| 1991        | 424             | 402             |
| 2002        | 380             | 354             |
|             |                 |                 |

| Etnična sestava po popisu iz leta 2002 | Etnična sestava po popisu iz leta 2002 | Etnična sestava po popisu iz leta 2002 | Etnična sestava po popisu iz leta 2002 | Etnična sestava po popisu iz leta 2002 |
| -------------------------------------- | -------------------------------------- | -------------------------------------- | -------------------------------------- | -------------------------------------- |
| Srbi                                   | Srbi                                   |                                        | 351                                    | 99,15%                                 |
| Jugoslovani                            | Jugoslovani                            |                                        | 3                                      | 0,84%                                  |
| Neznano                                | Neznano                                |                                        | 0                                      | 0,0%                                   |